# Букк'яніко
Букк'яніко (італ. Bucchianico) — муніципалітет в Італії, у регіоні Абруццо, провінція К'єті.
Букк'яніко розташований на відстані близько 150 км на схід від Рима, 65 км на схід від Л'Аквіли, 6 км на південь від К'єті.
Населення — 5263 особи (2014).
Щорічний фестиваль відбувається 15 липня. Покровитель — San Camillo de Lellis.

## Демографія
Населення за роками:

Станом на 1 січня 2023 року в муніципалітеті офіційно проживали 183 іноземці з 30 країн, серед них 62 громадяни країн Євросоюзу та 9 громадян України.

## Сусідні муніципалітети
- Казакандітелла
- Казалінконтрада
- К'єті
- Фара-Філіорум-Петрі
- Рипа-Театіна
- Роккамонтеп'яно
- Вакрі
- Вілламанья